# Виртуальный убийца
«Виртуальный убийца» (англ. Virtual Assassin) или «Киберджек» (англ. Cyberjack) — фантастический приключенческий видеофильм 1995 года совместного производства США, Канады и Японии. Режиссёр этого фильма Роберт Ли, а главные роли исполнили киноактёры Майкл Дудикофф, Суки Кайзер, Дункан Фрезер, Брайон Джеймс, Джон Катберт и Джеймс Том. Премьера фильма состоялась 19 сентября 1995 года в США.

## Сюжет
В начале фильма приводится высказывание Стивена Хокинга, 1994 год: «A computer virus should be considered a form of life, but I think it says something about human nature, that the only form of life we have created so far is purely destructive.  We've created life in our own image» («Компьютерный вирус следует считать формой жизни, но я думаю, что это кое-что говорит о человеческой природе, о том, что единственная форма жизни, которую мы создали до сих пор, является абсолютно разрушительной. Мы создали жизнь по нашему собственному подобию»). 
Действие фильма происходит в будущем, в начале XXI века. Ник Джеймс работает полицейским агентом, а именно спецназовцем. Во время выполнения очередного задания вместе со своей напарницей происходит трагедия — помощница Ника погибает. Её убивает некто Нассим. Ник считает себя виновным в гибели своей помощницы, поэтому уходит с полицейской работы и пытается забыться с помощью алкоголя. Через некоторое время он устраивается на новую работу — теперь он простой швейцар в лаборатории, расположенной в большом небоскрёбе и принадлежащей компании «Квентум».
В лаборатории ведут исследования Александра Ройс и её отец — профессор Филипп Ройс. У Ника с Александрой завязываются дружеские отношения. Оказывается, Александра и её отец вместе изобрели особый компьютерный биовирус — особо мощный антивирус, который позволяет уничтожить все компьютерные вирусы, существующие в будущем. Кроме того с помощью этого биовируса можно управлять компьютерными сетями и средствами связи всей Земли.
Разработка антивируса завершена, но происходит неожиданное — ночью в здание врывается бригада киберпанков, которая хочет захватить биовирус. Руководит киберпанками злейший враг Ника Джеймса — террорист Нассим. Нассим хочет мирового господства, и для этого ему нужен контроль над всеми компьютерными сетями Земли. Этот контроль он надеется получить с помощью антивируса, разработанного профессором Ройсом. Нассим убивает профессора и захватывает в заложники дочь профессора — Александру. Террорист угрожает убить девушку, если ему не отдадут нужный ему антивирус. Помешать Нассиму и его киберпанкам может только один человек — это Ник Джеймс. Нику приходится вспомнить своё спецназовское прошлое, чтобы освободить понравившуюся ему Александру от террористов и спасти Землю от завоевания киберпанками.

## В ролях
- Майкл Дудикофф — Ник Джеймс, бывший полицейский
- Суки Кайзер — доктор Алекс (Александра) Ройс
- Дункан Фрезер — доктор Филипп Ройс, отец Александры
- Брайон Джеймс — Нассим, террорист
- Джеймс Том — Трэвис
- Джон Катберт — Девон
- Дин Мак Кензи — Риф
- Джерри Вассерманн — Джарвис
- Топаз Хасфал-Шау — Меган
- Гарвин Кросс — Нумб